# Evil's Doom
Evil's Doom is een videospel voor de Commodore Amiga. Het spel werd uitgebracht in 1996. Het spel is Engelstalig en werd geprogrammeerd door Mladen Tripalo.